# 民間連合協定工事請負契約約款
民間(七会)連合協定工事請負契約約款（みんかん(ななかい)れんごうきょうていこうじうけおいけいやくやっかん）とは、民間(七会)連合協定工事請負契約約款委員会により作成・勧告され、日本の民間建築工事の請負契約で用いられる標準的な請負契約約款である。

## 民間(七会)連合協定工事請負契約約款委員会
民間(七会)連合協定工事請負契約約款の策定を行う委員会。以下の公益社団法人および一般社団法人で構成される。
- 日本建築学会
- 日本建築協会
- 日本建築家協会
- 全国建設業協会
- 日本建設業連合会
- 日本建築士会連合会
- 日本建築士事務所協会連合会

2020年（令和2年）以前に用いられていた「四会協定」および「旧四会連合協定」の四会は、以下の以下の公益社団法人および一般社団法人を指す。
- 日本建築学会
- 日本建設業連合会
- 日本建築協会
- 日本建築家協会

## 建築工事請負契約約款
単に「工事請負契約約款」とも称される。民間建築工事において一般的に利用されることを想定した標準請負契約約款。

## 小規模建築物・設計施工一括用 工事請負等契約約款
個人住宅や小規模な商業・事務所ビル等、工事請負代金額が5,000万円程度までの小規模建築物の建設請負工事に利用されることを想定した標準請負契約約款。

## リフォーム工事請負契約書類
工事請負代金額が概ね500万円以下の小規模リフォーム工事に利用されることを想定した標準請負契約約款。

## マンション修繕工事請負契約約款
マンション修繕工事に利用されることを想定した標準請負契約約款。